# ميلاد للطيران (الأردن)
ميلاد للطيران Meelad Air هي شركة طيران خاصة وشركة طيران مستأجرة مقرها في عمان الأردن، متخصصة في تأجير الطائرات على المدى القصير والطويل، وخاصة خلال موسم الحج والعمرة . بدأ تشغيله في عام 2006 وتم إغلاقه مرة أخرى في عام 2008. 

## الأسطول
تضمن أسطول شركة ميلاد للطيران الطائرات التالية (اعتبارًا من مارس 2009): 
- 2 طائرات من طراز ماكدونل دوغلاس إم دي-80 (تم تشغيلها بواسطة الصقر الملكي للطيران )
- من أغسطس 2010، تعمل طائرات MD-83 التابعة لشركة ميلاد تحت رخصة التشغيل الجوي لشركة Sky Express . [3]

## روابط خارجية
- الموقع الرسمي